# 苏维耶塔
苏维耶塔（西班牙語：Zubieta）是西班牙纳瓦拉的一个市镇。总面积18平方公里，总人口285人（2001年），人口密度16人/平方公里。